# Fuerza de Defensa Territorial de Eslovenia
La Fuerza de Defensa Territorial de la República de Eslovenia, también conocida como Defensa Territorial de Eslovenia (TO RS, TOS) fue el ejército predecesor y núcleo de las Fuerzas armadas eslovenas. Fue fundada tras la doctrina de defensa territorial implementada en Yugoslavia como parte de la Defensa Territorial.

## Historia

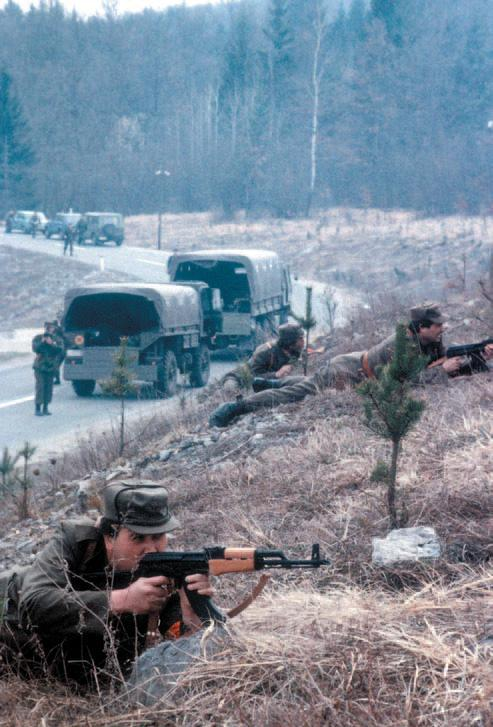
Fuerza de Defensa Territorial de Eslovenia realizando ejercicios militares en marzo de 1991, pocos meses antes del inicio de la guerra de independencia eslovena o guerra de los 10 días.

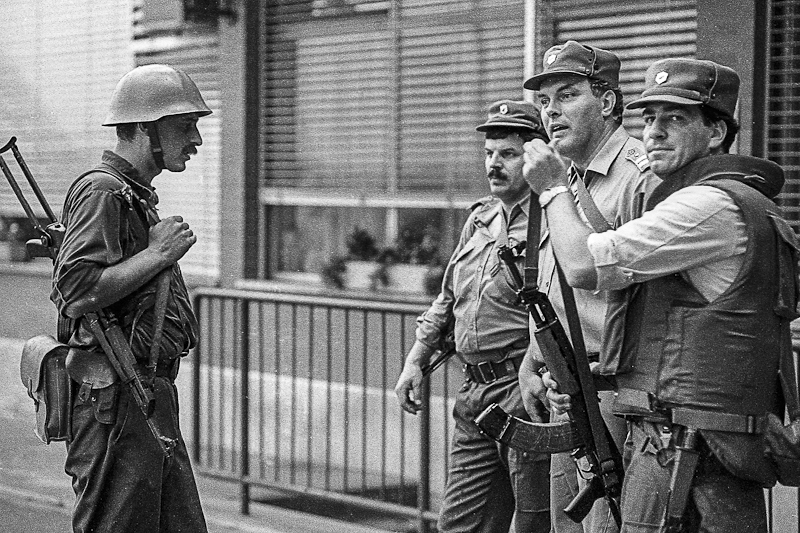
Un soldado del ejército popular yugoslavo (JNA) pide a tres milicianos eslovenos que se retiren de Vrtojba, un paso fronterizo entre Yugoslavia e Italia. Actualmente Vrtojba se encuentra en territorio esloveno.

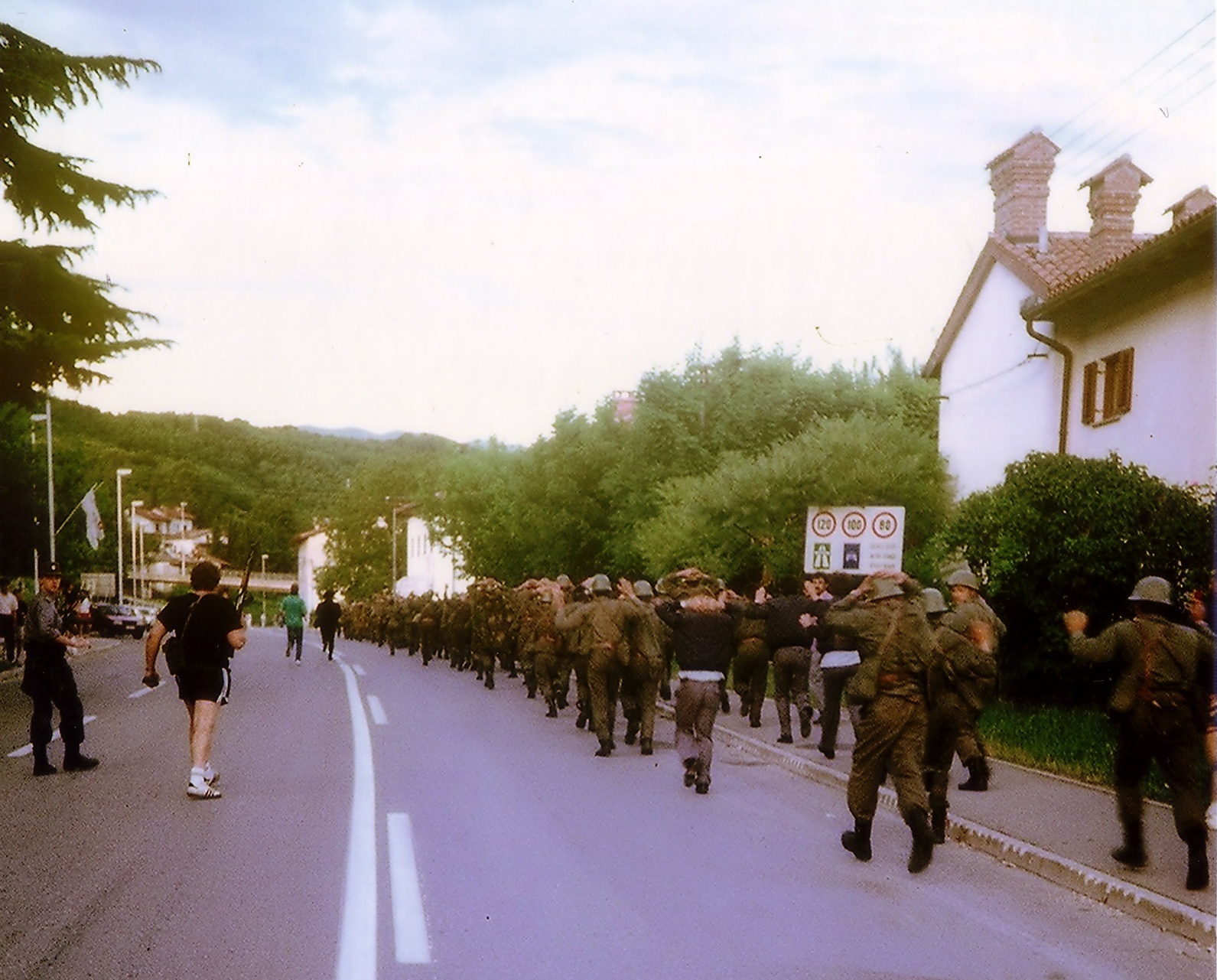
Columna de prisioneros yugoslavos escoltados por fuerzas eslovenas tras rendirse, en la Guerra de los Diez Días.

Tras la invasión de Checoslovaquia en 1968 por la Unión Soviética, el comité de gobierno de Yugoslavia se decidió por implementar una doctrina de Defensa General del Pueblo, y así decide establecer una clase de defensa territorial para las repúblicas y provincias yugoslavas. Tras la victoria en 1990 de los partidos políticos democráticamente establecidos tras la decisión de independizar a Eslovenia, el gobierno central en Belgrado ordenaría el desarme de las TO, en especial las de Eslovenia, lo cual fue una decisión desobedecida de manera efectiva en gran medida por el ansia independentista. Los arsenales subsecuentemente desaparecieron de sus depósitos, y fueron luego otorgados a las formaciones iniciales de defensa territorial creadas para la defensa de la incipiente República de Eslovenia.

### Creación
En Eslovenia, los cuarteles de las TO se establecieron el 20 de noviembre de 1968. Posteriormente, el comando militar y la estructura de las formaciones militares, estructuradas en destacamentos; estuvo en manos de militares eslovenos, pero de forma creciente y desde la oficialización de las TO en 1974, las estructuras de mando en todas las TO se dispusieron en manos de oficiales serbios, provenientes principalmente del JNA.
La razón para este movimiento fue por el crecimiento de la desconfianza hacia las TO, promovido por parte de los políticos serbios, quienes temían el incremento de las ansias independentistas de las etnias conformantes de Yugoslavia; las que querían un mayor grado de autonomía y veían como posible la creación de repúblicas por parte de éstas; efectivamente sucedida por la centralización serbia del poder.
En 1990, Eslovenia estableció un nuevo cuartel general para sus TO, comisionando en el mando al presidente de Eslovenia. La aceptación de unas nuevas insignias, en mayo de 1991, luego, seguida por la apertura de los primer centros de entrenamiento para los nuevos mandos y reclutas de las recientemente instituidas fuerzas militares de Eslovenia, creados en los centros de instrucción en los asentamientos urbanos de las principales regiones, y fue en ciudades como Ig, Liubliana, Pekre, y en Maribor donde se establecieron. El 2 de junio del mismo año saldría la primera promoción de oficiales y de soldados totalmente eslovenos.

### Organización de mando
Como parte del fomento del nacionalismo esloveno, el idioma de comando de las TO en Eslovenia fue el esloveno, y la estructura de mando por sí misma fue organizado adoptando la forma de una fuerza de choque para detener el embate del JNA. Tras los sucesos de 1990, fue organizado como unas fuerzas con un ejército separado, que finalmente fue formado en los meses finales tras la independencia, sobre la base de lo establecido por la constitución promulgada para la República de Eslovenia, adoptada en el año de 1990.

## Equipamiento

### Armamento de infantería
- Fusil de asalto Zastava M70AB

### Aeronaves
| Aeronave            | Imagen | Origen              | Tipo                      | Versión en servicio | Unidades en servicio | Notas al pie                                    |
| ------------------- | ------ | ------------------- | ------------------------- | ------------------- | -------------------- | ----------------------------------------------- |
| UTVA-75             |        | Yugoslavia          | entrenador                |                     | 14                   | Abandonado por el JNA                           |
| SOKO SA 341 Gazelle |        | Francia/ Yugoslavia | helicóptero de transporte |                     | 1                    | Abandonado, tomado y luego derribado por el JNA |
| Bell 206 JetRanger  |        | Estados Unidos      | helicóptero utilitario    |                     | 3                    |                                                 |
| Bell 412            |        | Estados Unidos      | helicóptero utilitario    |                     | 1                    |                                                 |
| Let L-410 Turbolet  |        | República Checa     | avión de transporte       |                     | 1                    | En servicio desde 1994                          |
| Agusta AW109        |        | Italia              | transporte de VIP rápido  | A109A Mk II         | 1                    |                                                 |